# Charles Sainctelette
Pour les articles homonymes, voir Sainctelette.
Charles Sainctelette, né le 7 janvier 1825 à Bruxelles et mort le 17 avril 1898 à Ixelles, est un jurisconsulte et homme politique belge.

## Biographie
Charles-Xavier Sainctelette, né le 7 janvier 1825 à Bruxelles, est le fils de Charles-François Sainctelette et de Marie-Catherine Priez-Godecharle. le 3 mai 1848, il épouse à Mons Caroline Corbisier, fille de Frédéric Corbisier. Charles Sainctelette est le père d'Henri Sainctelette, sénateur et bourgmestre de Mons.
Il est avocat à Mons, où il est également secrétaire de la chambre de commerce, avant d'exercer à Bruxelles, à la Cour de cassation.
Le 26 décembre 1869, il est élu député de Mons à la Chambre des représentants, siégeant parmi les libéraux. Il conserve ce mandat jusqu'en 1894.
Entre 1878 et 1882, il détient le portefeuille des Travaux publics dans le gouvernement Frère-Orban II. Des problèmes de santé ainsi que des dissentiments avec ses collègues (notamment avec Charles Graux, ministre des Finances) le poussent à se retirer dans le Midi de la France au début de l'année 1882 avant de donner sa démission au début du mois d'août. Il est alors remplacé par Xavier Olin.

## Distinctions
Les distinctions suivantes lui ont été décernées :
- Grand officier de l'ordre de Léopold (Belgique) ;
- Chevalier Grand-croix de l'ordre du Lion néerlandais (Pays-Bas).